# Michele Gasparini
Michele Gasparini (ur. 1 kwietnia 1969 roku) – włoski kierowca wyścigowy.

## Kariera
Gasparini rozpoczął karierę w wyścigach samochodowych w 1992 roku od startów we  Włoskiej Formule 3, gdzie dwukrotnie stawał na podium. Z dorobkiem dziesięciu punktów uplasował się tam na dziesiątej pozycji w klasyfikacji generalnej. Cztery lata później w tej samej serii był już trzeci. W późniejszych latach pojawiał się także w stawce Niemieckiej Formuły 3, Masters of Formula 3, Grand Prix Monako Formuły 3, Grand Prix Makau oraz Euro Open by Nissan.
W World Series by Nissan Włoch wystartował w ośmiu wyścigach sezonu 1999 z włoską ekipą Venturini Racing. Uzbierane jedenaście punktów dało mu dwudzieste miejsce w końcowej klasyfikacji kierowców.